# Солтвил (Вирџинија)
Солтвил (енгл. Saltville) град је у америчкој савезној држави Вирџинија. По попису становништва из 2010. у њему је живело 2.077 становника.

## Демографија
Према попису становништва из 2010. у граду је живело 2.077 становника, што је 127 (5,8%) становника мање него 2000. године.
| Група             | 2000.         | 2010.         |
| Белци             | 2.174 (98,6%) | 2.038 (98,1%) |
| Афроамериканци    | 9 (0,4%)      | 8 (0,4%)      |
| Азијати           | 0 (0,0%)      | 3 (0,1%)      |
| Хиспаноамериканци | 10 (0,5%)     | 11 (0,5%)     |
| Укупно            | 2.204         | 2.077         |